# Cabazita-Na
La cabazita-Na és un mineral de la classe dels silicats que pertany al grup de la cabazita-levyna. Rep el nom des de 1788 per Louis-Augustin Bosc d'Antic, del grec chabazios (to o melodia), una de les vint pedres esmentades en el poema Peri litos, que exaltaven les virtuts dels minerals. El poema s'atribueix a Orfeu, llegendari fundador de la secta òrfica, que va florir a Grècia en els primers segles.

## Característiques
La cabazita-Na és un silicat de fórmula química (Na₃K)₂[Al₄Si₈O24]·11H₂O. Cristal·litza en el sistema hexagonal. La seva duresa a l'escala de Mohs és 4.
Segons la classificació de Nickel-Strunz, la cabazita-Na pertany a «02.GD: Tectosilicats amb H₂O zeolítica; cadenes de 6-enllaços – zeolites tabulars» juntament amb els següents minerals: gmelinita-Ca, gmelinita-K, gmelinita-Na, willhendersonita, cabazita-Ca, cabazita-K, cabazita-Sr, cabazita-Mg, levyna-Ca, levyna-Na, bellbergita, erionita-Ca, erionita-K, erionita-Na, offretita, wenkita, faujasita-Ca, faujasita-Mg, faujasita-Na, maricopaïta, mordenita, dachiardita-Ca, dachiardita-Na, epistilbita, ferrierita-K, ferrierita-Mg, ferrierita-Na i bikitaïta.

## Formació i jaciments
Va ser descoberta a la localitat de Rupe di Aci Castello, al complex volcànic de l'Etna (Ciutat Metropolitana de Catània, Sicília, Itàlia). També ha estat descrita en altres localitats italianes, així com a Àustria, Austràlia, el Canadà, Dinamarca, Espanya, els Estats Units, Hongria, el Iemen, el Japó, Nova Zelanda, Noruega, Rússia, Sud-àfrica, el Regne Unit, la República Popular de la Xina i Xipre.